# Habitation Anse Latouche
Pour les articles homonymes, voir Latouche.
L'Habitation Anse Latouche est une ancienne plantation coloniale située sur les communes du Carbet et de Saint-Pierre, en Martinique, qui abrite aujourd'hui le Zoo de Martinique.
Les bâtiments de la plantation ont été en partie détruits lors de l'éruption volcanique de la montagne Pelée du 8 mai 1902. Ses ruines encore préservées par Jean-Philippe Thoze, sont présentées dans un jardin sur le modèle de celui de Balata. Elle serait l'une des plus anciennes habitations de la Martinique. Elle est reconvertie en jardin botanique et en parc zoologique en 2014.

## Historique

### Fondation de l'habitation

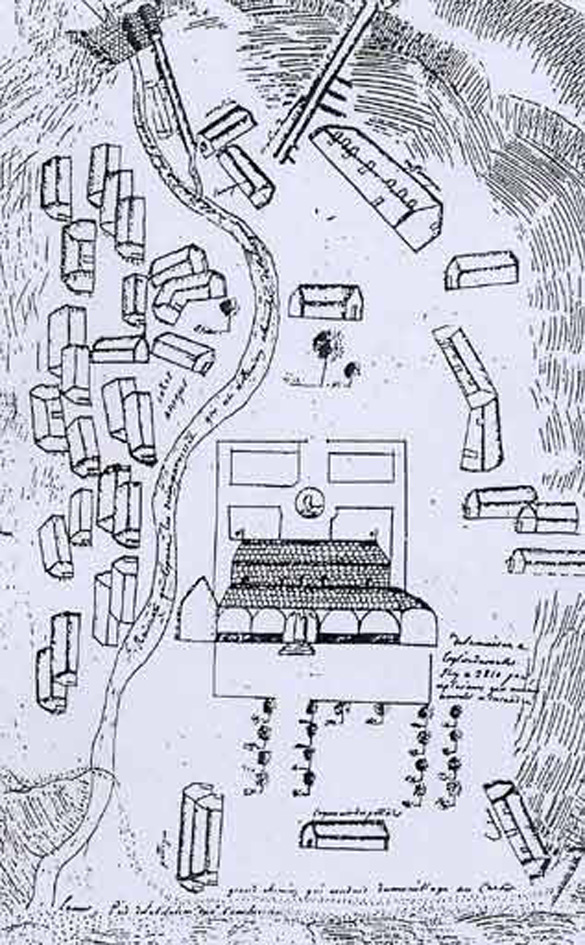
Vue de l'habitation Bancherau en 1726. A gauche se trouvent les cases à esclaves, au centre la maison des maîtres et en haut la raffinerie.

L'habitation Anse Latouche est fondée au cours des années 1640. Elle est présentée comme l'une des plus anciennes plantations de la Martinique.
Elle aurait appartenu à Guillaume Dorange.
François-Samuel Levassor, sieur de Latouche (1637, Paris - 9 juin 1721, Fort-Royal) épouse en 1667 la fille de Guillaume Dorange (Dieppe, 1609 - Fort-Royal, 1674), Marie-Madeleine Dorange (1654 - Fort-Royal, 1728) et donne son nom à la rivière et à l'habitation. Ils seront les grands-parents du général Louis-Charles Le Vassor de La Touche, gouverneur de la Martinique (1761-1762), et de l'amiral Charles-Auguste Levassor de La Touche-Tréville
À la fin du XVIIe siècle, Banchereau, négociant de Saint-Pierre, d'une famille originaire de Tours, rachète 300 hectares à plusieurs petits propriétaires, et fait de l’habitation l'une des plus grandes exploitations de l'île. C'est lui qui fait bâtir une première maison de maître, attestée dès 1720.

### Révolte du Gaoulé
En mai 1717, l’habitation Anse Latouche est le théâtre d'une célèbre révolte de planteurs : le Gaoulé. À cette occasion les représentants du régent Philippe d'Orléans, le gouverneur de la Varenne et son intendant, sont retenus prisonniers dans l'habitation par les colons, avant d'être renvoyés par bateau en France. Ils étaient venus annoncer l'interdiction de la création de nouvelles sucreries et du commerce du sucre avec les îles voisines.
L’habitation appartint dans la seconde moitié du XVIIIe siècle à François Louis Aubin de Bellevue, dit Jean François, capitaine de cavalerie, né au François en 1733 ; huitième enfant de François Aubin, également capitaine de cavalerie, il avait épousé avant 1755, Marie Anne Charlotte Banchereau-Latouche. En 1804, celle-ci, devenue veuve, vendit l'habitation à son fils unique, Jean Anne François. Leur fille avait épousé l'amiral François Paul de Brueys d'Aigalliers.
En 1836, la famille Crassous devient propriétaire. Puis elle passe entre les mains de plusieurs propriétaires dont les Marraud des Grottes.

### Abolition de l'esclavage
En 1794, la première abolition de l'esclavage, votée par la Convention montagnarde, ne peut s'appliquer en Martinique car l'île est occupée par les Britanniques à la demandes des colons. C'est donc sous la Deuxième République, qu'un décret abolit définitivement l'esclavage en 1848. Il s'accompagne toutefois de l'indemnisation des propriétaires esclavagistes.

### Distillerie de rhum
En 1889, les frères Ambaud installent une distillerie et produisent du rhum. La production cesse en 1940.

### Destruction par l'éruption de la montagne Pelée en 1902

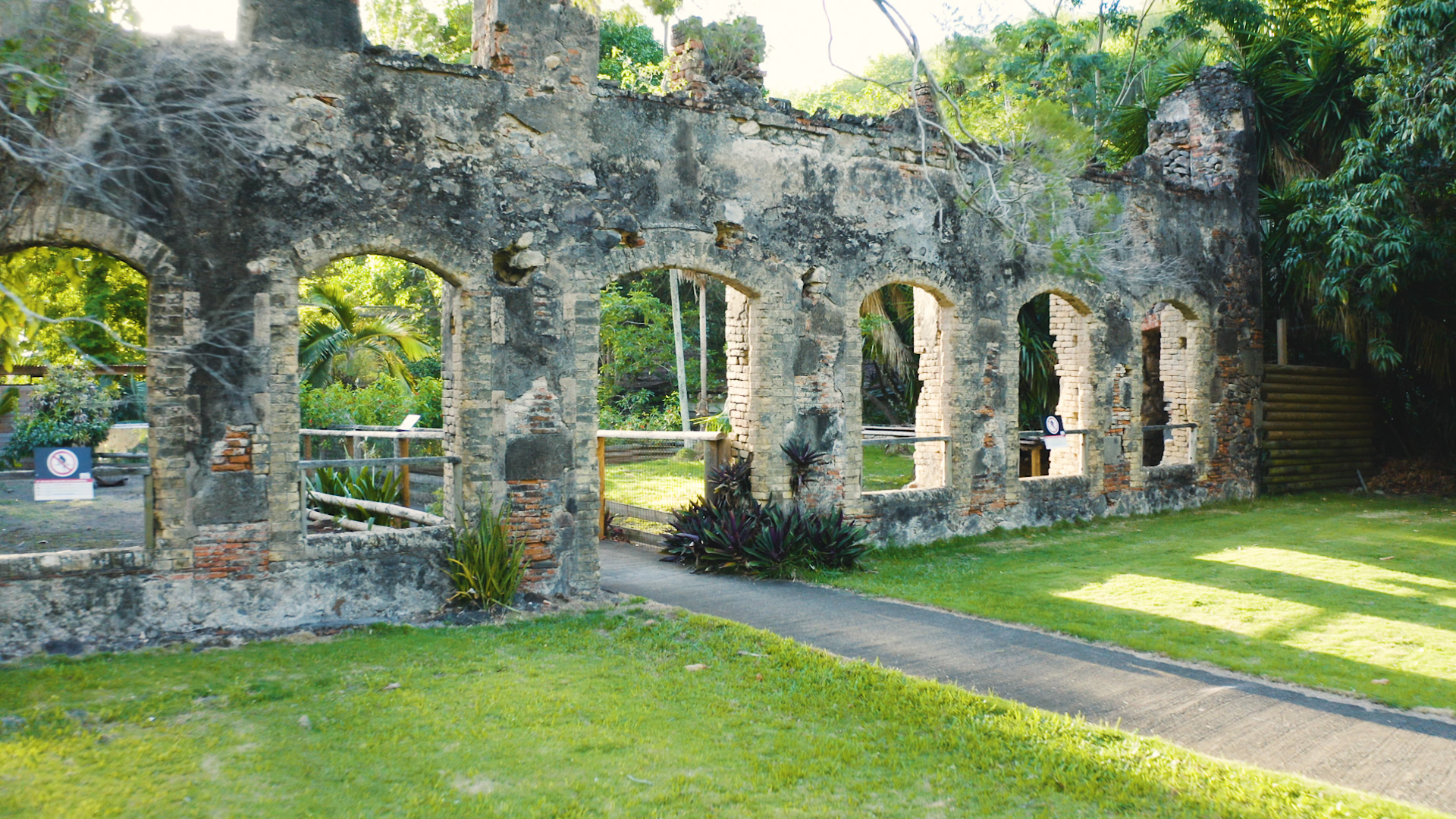
Vestiges de la maison du maître.

Jardin zoologique de Martinique.

L'habitation est vendue à la famille Marie, qui périt en 1902, lorsque la nuée ardente de l'éruption paroxystique de la montagne Pelée détruit l'habitation. La maison de maître, attesté en 1720, est détruite par l’incendie.

### Jardin botanique et parc zoologique
Devenue un jardin botanique, l'habitation est ensuite reconvertie en parc zoologique. Le Zoo de Martinique ouvre ses portes le 17 juillet 2014.

## Description de l'ensemble habitationnaire
La documentation fournie par les exploitants des ruines indique que la maison des maîtres existait sur un plan datant de 1720. La construction était sur deux niveaux et de style colonial. Le sol était recouvert d'un carrelage de marbre noir et blanc. Les briques rouges étaient utilisées. À l'origine, la toiture devait être de tuiles en écailles, puis elle a été recouverte de tuiles de Marseille. De très nombreuses ouvertures en faisaient une maison très aérée et ouverte à la lumière.
Un bassin avec un jet d'eau portant la date de 1743, occupe encore le centre d'un jardin au cœur de l'habitation.
Face à la maison du maître, de l'autre côté de la rivière Latouche, sur son flanc, le quartier des esclaves comptait 24 cases. Des ruines de cases d'ouvriers s'alignent encore sur la petite hauteur qui surplombe le cours d'eau, lequel alimentait le moulin. Ces ruines sont situées sur la commune de Saint-Pierre.
Il reste également des vestiges :
- d'une indigoterie
- d'une manioquerie
- d'une poterie
- d'un moulin
- d'une forge
- d'une coulisse à canne à sucre
- une digue
- un aqueduc